# Аммондт, Василий Антонович
Василий Антонович фон Аммондт (фин. Otto Wilhelm von Ammondt, 1795—1861) — генерал-лейтенант Российской империи, начальник 6-й пехотной дивизии.

## Биография
Родился 20 декабря 1795 года, сын лейтенанта Отто Детлофа Аммондта, происходил из дворян Великого княжества Финляндского.
В военную службу вступил 30 октября 1812 года в 1-й Финский егерский батальон, из которого 30 декабря 1815 года переведён прапорщиком в 3-й Финский егерский батальон. Далее он служил в различных пехотных батальонах финских войск и последовательно получал чины подпоручика (20 июня 1816 года), поручика (7 августа 1818 года), штабс-капитана (23 января 1821 года) и капитана (30 июля 1822 года).
18 марта 1825 года Аммондт был переведён в лейб-гвардии Финляндский полк с переименованием в поручики гвардии и далее вновь получил чины штабс-капитана (30 июня 1825 года) и капитана (13 января 1829 года).
В 1831 году Аммондт находился в Польше и принимал участие в подавлении восстания поляков, в сражении под Прудками 8 мая был контужен. За отличие в этой кампании награждён двумя орденами.
26 января 1832 года Аммондт был произведён в полковники и зачислен в лейб-гвардии Литовский полк, в котором с 15 марта 1834 года получил в командование 2-й батальон.
28 апреля 1841 года Аммондт был произведён в генерал-майоры и 4 октября назначен командующим лейб-гвардии Литовского полка (утверждён в должности 21 августа 1842 года) и 5-й гвардейской пехотной бригады. В начале 1849 года он, по случаю войны в Венгрии, участвовал в походе гвардии к западным границами Российской империи, однако в сражениях участия не принимал.
Историк лейб-гвардии Литовского полка отмечал:

«Фон-Аммондт был исполнителен, строг и требователен по службе; но это не мешало офицерам уважать его за честность, простоту и справедливое, ровное общение с подчинёнными».
15 апреля 1849 года Аммондт был произведён в генерал-лейтенанты и с 6 по 12 декабря того же года командовал 6-й пехотной дивизией, после чего по болезни был снят с должности и затем отправлен в отпуск на один год. 6 января 1852 года уволен по болезни в отставку с мундиром и пенсией.
Скончался 29 мая 1861 года в имении Каллтан под Порвоо.
Его сын Эдуард был генерал-майором и занимал должности Санкт-Михельского и Тавастгусского губернатора.

## Награды
Среди прочих наград Аммондт имел ордена
- Орден Святого Владимира 4-й степени с бантом (7 июля 1831 года, за марш-манёвр 4—11 мая в авангарде генерала Бистрома и бой 8 мая под Прудками)
- Орден Святой Анны 2-й степени (1831 год, по другим данным 21 февраля 1832 года, за штурм Варшавы)
- Польский знак отличия за военное достоинство (Virtuti Militari) 4-й степени (1831 год)
- Орден Святого Станислава 2-й степени (26 января 1835 года)
- Орден Святого Георгия 4-й степени (3 декабря 1842 года, за беспорочную выслугу 25 лет в офицерских чинах, № 6685 по кавалерскому списку Григоровича — Степанова)
- Орден Святого Владимира 3-й степени (18 декабря 1844 года)
- Орден Святого Станислава 1-й степени (18 декабря 1846 года)
- Орден Святой Анны 1-й степени (18 декабря 1848 года)
- Прусский орден Красного орла 2-й степени (13 июля 1842 года)